# Jores Okore
Tetchi Jores Charlemagne Ulrich Okore (Abidjan, 11 de agosto de 1992) é um futebolista marfinense naturalizado dinamarquês que atua como zagueiro.